# Kruszyna (Basses-Carpates)
Pour les articles homonymes, voir Kruszyna.
Kruszyna est une localité polonaise de la gmina de Zaklików, située dans le powiat de Stalowa Wola en voïvodie des Basses-Carpates.